# هستم آنکه هستم

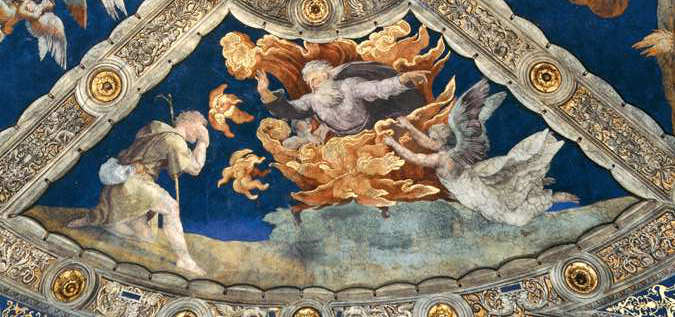
اتاق سقف نقاشی دیواری هلیودوروس ، کاخ‌های پاپی ، واتیکان

هستم آنکه هستم (به عبری: אהיה אשר אהיה) یا به صورت مختصر اِهیِه واژه‌ای عبری است که در کتاب مقدس ترجمه قدیم عیناً آمده‌است. اصل این عبارت چنین است: «اِهیِه اَشِر اِهیِه»، به معنی «هستم آنکه هستم» و از نام‌های خداوند در یهودیت و مسیحیت است. وقتی موسی در کوه حوریب خدا را ملاقات می‌کند و خدا موسی را مامور رساندن پیامش به سوی بنی اسرائیل می‌کند، موسی چنین می‌گوید:
«اینک چون من نزد بنی‌اسرائیل برسم، و بدیشان گویم خدای پدران شما مرا نزد شما فرستاده است، و از من بپرسند که نام او چیست، بدیشان چه گویم؟» خدا به موسی گفت: «هستم آنکه هستم.» و گفت: «به بنی‌اسرائیل چنین بگو: اهْیَه (هستم) مرا نزد شما فرستاد.» و خدا باز به موسی گفت: «به بنی‌اسرائیل چنین بگو، یهوه خدای پدران شما، خدای ابراهیم و خدای اسحاق و خدای یعقوب، مرا نزد شما فرستاده.»